# 黃菀
（學名：Senecio nemorensis var. dentatus）又名金花草、林蔭千里光、金里光、狹葉玉山黃菀，為菊科黃菀屬黃菀的變種，為台灣特有植物。